# SMS Szent István
O SMS Szent István foi um navio couraçado operado pela Marinha Austro-Húngara e a quarta e última embarcação da Classe Tegetthoff, depois do SMS Viribus Unitis, SMS Tegetthoff e SMS Prinz Eugen. Sua construção começou em janeiro de 1912 nos estaleiros da Ganz-Danubius em Fiume e foi lançado ao mar em janeiro de 1914, sendo comissionado na frota austro-húngara em dezembro do ano seguinte. Era armado com uma bateria principal composta por doze canhões de 305 milímetros montados em quatro torres de artilharia triplas, possuía deslocamento de mais de 21 mil toneladas e conseguia alcançar uma velocidade máxima de vinte nós (37 quilômetros por hora).
O Szent István foi designado para fazer parte da 1ª Divisão de Couraçados, ficando estacionado na base naval de Pola junto com seus irmãos. Sua entrada no serviço foi muito tardia para que pudesse participar do Bombardeio de Ancona após a declaração de guerra da Itália em maio de 1915. O Szent István praticamente não participou de combates pelo resto da guerra devido à Barragem de Otranto promovida por britânicos e franceses, o que impediu que a Marinha Austro-Húngara deixasse o Mar Adriático. Isto fez com que a embarcação raramente deixasse seu porto entre 1916 e 1918, com as únicas exceções sendo treinamentos de artilharia realizados relativamente próximos da costa.
A Marinha Austro-Húngara tentou romper a Barragem de Otranto em junho de 1918 com um grande ataque. Esta operação seria liderada pelos quatro couraçados da Classe Tegetthoff, porém ela foi abortada logo depois do Szent István e do Tegetthoff terem sido atacados por lanchas torpedeiras italianas na manhã do dia 10. O Tegetthoff escapou ileso, porém o Szent István foi torpedeado duas vezes pela lancha MAS-15 e emborcou uma hora e meia depois perto da ilha de Premuda. Seus destroços foram localizados na década de 1970 pela Marinha Iugoslava, estando de ponta-cabeça e com a proa quebrada a 66 metros de profundidade. O local hoje é protegido pelo governo croata.

## Características

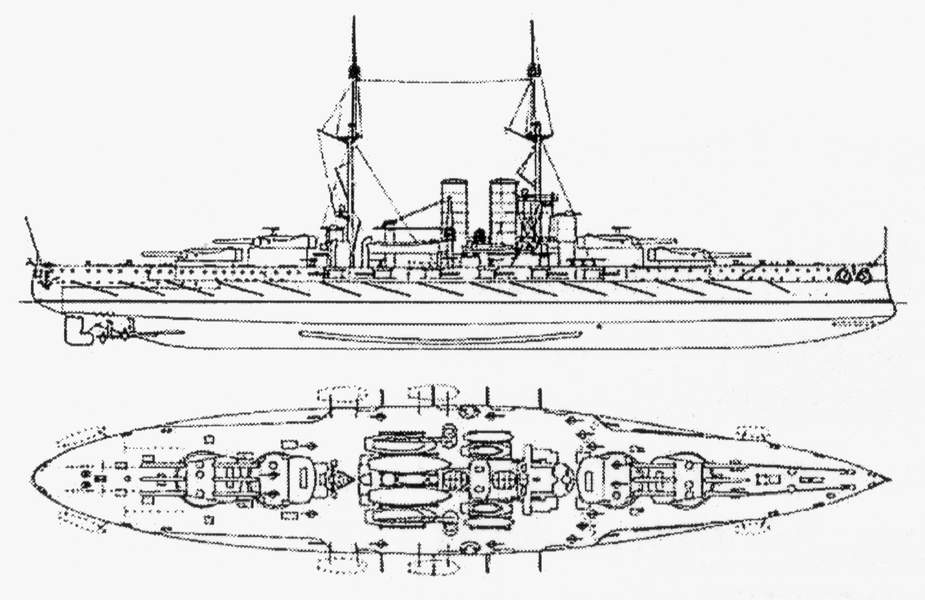
Desenho da Classe Tegetthoff

O Szent István tinha 152 metros de comprimento de fora a fora, um calado que podia chegar a 8,7 metros e uma boca de 27,9 metros. O navio possuía um deslocamento projetado de vinte mil toneladas, porém esse valor podia chegar em até 21 670 toneladas quando totalmente carregado com suprimentos de combate. Seu sistema de propulsão tinha doze caldeiras Babcock & Wilcox que impulsionavam dois conjuntos de turbinas a vapor AEG-Curtis, diferentemente das quatro turbinas de seus irmãos. Esses motores produziam de 26,4 a 27 mil cavalos-vapor (19,4 ou 19,9 quilowatts), o que fazia Szent István alcançar uma velocidade máxima de vinte nós (37 quilômetros por hora). Carregava 1,8 mil toneladas de carvão e 267,2 toneladas de óleo combustível que era borrifado no carvão para aumentar sua taxa de queima, o que dava um alcance de 4,2 mil milhas náuticas (7,8 mil quilômetros) a dez nós (dezenove quilômetros por hora). Sua tripulação era de 1 087 oficiais e marinheiros.
A bateria principal do Szent István consistia em doze canhões Škoda K/10 de 305 milímetros. Estes eram montados em quatro torres de artilharia triplas, duas na proa e duas na popa, em ambos os casos com uma torre sobreposta a outra. A Classe Tegetthoff foi a primeira de navios de guerra do mundo a ser armada com torres triplas. Seus armamentos secundários tinham doze canhões Škoda K/10 de 150 milímetros montados em casamatas à meia-nau e dezoito canhões Škoda K/10 de 66 milímetros montados em armações giratórias abertas no convés superior, acima das casamatas. Também haviam outros três canhões antiaéreos de 66 milímetros montados em cima das torres de artilharia superiores. Por fim, o couraçado foi equipado com quatro tubos de torpedo submersos de 533 milímetros, uma proa, uma na popa e um de cada lado. O cinturão de blindagem tinha entre 150 milímetros de espessura nas extremidades e 280 milímetros na área central do navio, enquanto atrás do cinturão ficava uma antepara de torpedos de 25 milímetros. O convés era protegido por uma blindagem que ia desde trinta milímetros até 48 milímetros. As torres de artilharia e comando eram protegidas por blindagens iguais, que eram de 280 milímetros de espessura nas laterais de sessenta milímetros nos tetos, enquanto a blindagem das casamatas era de 180 milímetros de espessura.

## História

### Construção

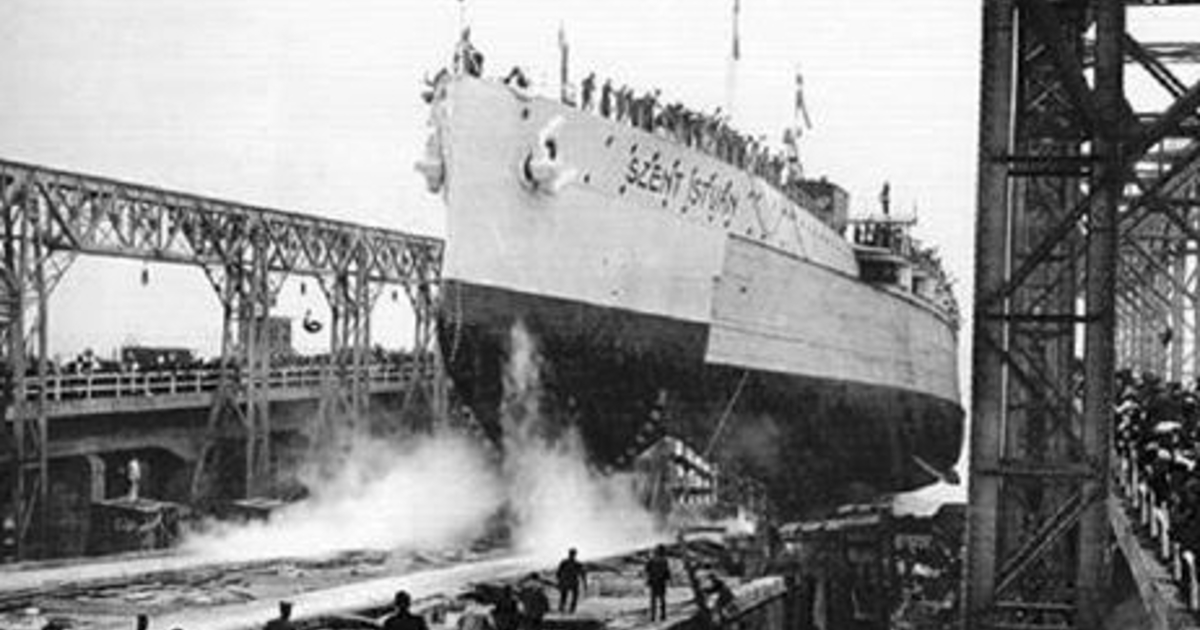
O lançamento do Szent István

A construção do Szent István começou nos estaleiros da Ganz-Danubius em Fiume no dia 29 de janeiro de 1912, inicialmente sob o nome provisório de "Couraçado VII". Foi o único membro da Classe Tegetthoff construído fora de Trieste, com isto tendo sido uma concessão para que a Dieta húngara aprovasse os orçamentos dos couraçados da Classe Tegetthoff. Várias discussões ocorreram sobre qual seria o nome final da embarcação, com a decisão ficando com o imperador Francisco José I, que escolheu chamar o navio de Szent István em homenagem ao rei e santo Estêvão I da Hungria.
A expansão dos estaleiros atrasou o lançamento do Szent István até 17 de janeiro de 1914. Era costume que o imperador ou seu herdeiro estivessem presentes para o lançamento de um importante navio de guerra, porém Francisco José estava muito fraco e seu herdeiro presuntivo, o arquiduque Francisco Fernando, recusou-se a comparecer por atitudes anti-húngaras. O imperador acabou enviando um telegrama de parabenização para evitar controvérsias, com a cerimônia em si tendo sido presidida pela arquiduquesa Maria Teresa. Houve um acidente durante o lançamento em que a âncora de estibordo precisou ser abaixada, porém ela não tinha sido agrilhoada e acertou dois trabalhadores do estaleiro, matando um e seriamente ferindo o outro. Os trabalhos de equipagem do Szent István foram atrasados pelo início da Primeira Guerra Mundial, que começou depois do assassinato de Francisco Fernando, com ele só sendo comissionado na frota austro-húngara no dia 13 de dezembro de 1915.

### Primeira Guerra

#### Inatividade

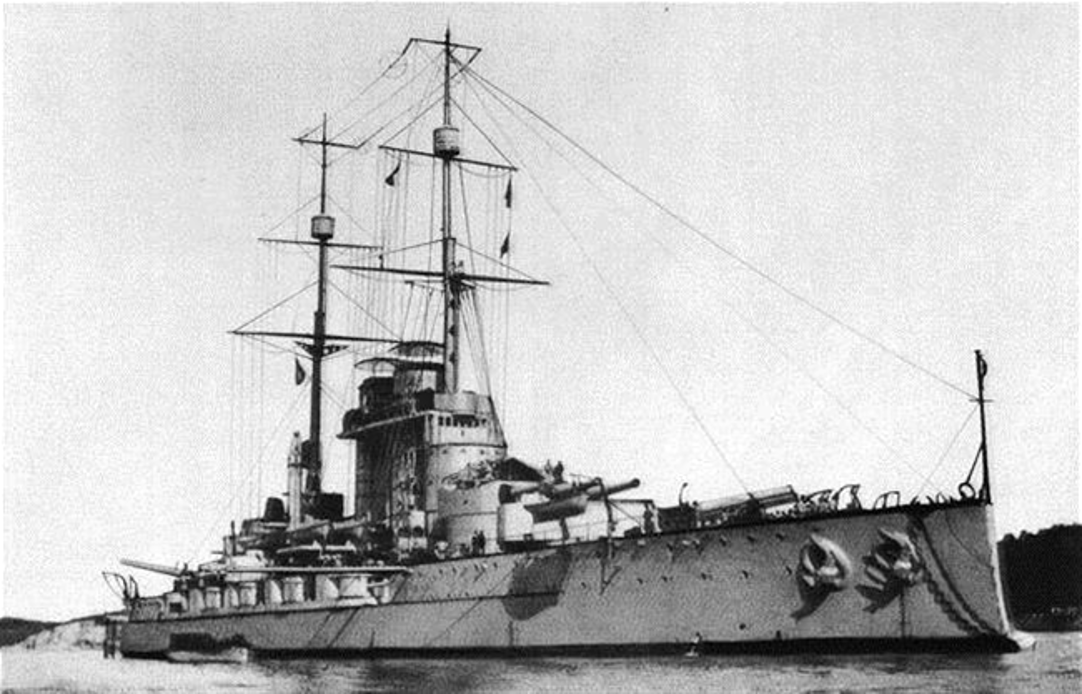
O Szent István ancorado em Pola

O Szent István foi designado para servir na 1ª Divisão de Couraçados junto com seus três irmãos. Ele entrou em serviço muito tarde para participar do Bombardeio de Ancona, a principal ação que a Marinha Austro-Húngara realizou na guerra, consequentemente passou praticamente sua carreira inteira atracado na base naval de Pola, deixando o local apenas para participar de ocasionais exercícios de artilharia no Estreito de Fažana. No total, dos 937 dias que o Szent István serviu na Marinha Austro-Húngara, ele passou apenas 54 dias no mar e fez uma única viagem de dois dias de duração para a Ilha Pag. No total, apenas 5,7% de sua vida ocorreu no mar, com o restante tendo sido passado ancorado na base naval de Pola. O Szent István fez tão pouco e passou tão pouco tempo no mar que ele nunca precisou ir para uma doca seca a fim de ter seu casco limpo.
Essa inatividade se deu por vários motivos, como temores de minas navais no Mar Adriático, medo que um confronto direto contra a Marinha Nacional Francesa fosse enfraquecer a Marinha Austro-Húngara a ponto de permitir livre operação para a Marinha Real Italiana, um bloqueio anglo-francês na forma da Barragem de Otranto e escassez de carvão. Este último elemento vinha do fato de que 75% do suprimento de carvão da Áustria-Hungria era comprado do Reino Unido. Assim, os navios austro-húngaros foram empregados como uma frota de intimidação, fazendo com que as principais embarcações, incluindo o Szent István, permanecessem atracadas a menos que as circunstâncias exigissem sua ação.
Os momentos mais significativos para o Szent István durante esse período foram inspeções de dignitários. A primeira foi uma breve visita do imperador Carlos I em 15 de dezembro de 1916, quando ele inspecionou as instalações navais de Pola e o couraçado. O imperador retornou em junho de 1917 para a primeira revista formal da Marinha Austro-Húngara desde 1902. A terceira visita de um dignitário ocorreu em 12 de dezembro do mesmo ano, quando o imperador Guilherme II da Alemanha inspecionou a base de submarinos de Pola e também reservou um tempo para inspecionar o Szent István. Além dessas visitas, as únicas ações que a base naval de Pola e a Classe Tegetthoff participaram desde o bombardeio de Ancona foi enfrentar mais de oitenta ataques aéreos realizados pelo recém-formado Corpo Aeronáutico Militar italiano.
O contra-almirante Miklós Horthy foi nomeado o novo Comandante da Marinha em fevereiro de 1918. Ele começou a reorganizar a marinha de acordo com sua visão, também tirando os navios do porto com o objetivo de realizarem exercícios de manobra e artilharia regularmente. Foram as maiores operações que a marinha tinha feito desde o início da guerra. Essas ações tinham a intenção de restaurar a ordem depois de vários motins fracassados, mas também para preparar a frota para uma grande operação ofensiva. Horthy resolveu realizar uma grande ofensiva com a frota a fim de abordar a moral baixa e o tédio dos marinheiros, além de facilitar a saída de u-boots austro-húngaros e alemães do Adriático para o Mediterrâneo. Ele concluiu que a frota estava pronta depois de meses de exercícios, marcando a ofensiva para o início de junho de 1918.

#### Naufrágio
O plano de Horthy era atacar a Barragem de Otranto com uma grande frota de couraçados, barcos torpedeiros, contratorpedeiros e cruzadores. O SMS Viribus Unitis e o SMS Prinz Eugen partiram para o sul junto com os elementos principais em 8 de junho, enquanto o Szent István e o SMS Tegetthoff e suas escoltas partiram no dia seguinte. A ideia era para que os membros da Classe Tegetthoff usassem seu poder de fogo para destruir a barragem e enfrentar quaisquer embarcações aliadas que encontrassem.
Em 10 de junho, o Szent István e o Tegetthoff partiram para Islana a fim de se encontrarem com o Viribus Unitis e o Prinz Eugen e, no caminho, tentaram chegar em velocidade máxima. Entretanto, as turbinas do Szent István superaqueceram e a velocidade precisou ser reduzida. O couraçado acabou produzindo um excesso de fumaça depois de tentar criar mais vapor para que a velocidade subisse, o que fez com que fosse avistado pelas lanchas torpedeiras italianas MAS-15 e MAS-21 às 3h15min da manhã. As duas lanchas penetraram dentro da escolta e dividiram-se para enfrentarem os couraçados. O MAS-21 atacou o Tegetthoff, porém não conseguiu acertar seus torpedos. O MAS-15 disparou dois torpedos que acertaram o Szent István às 3h25min. O Tegetthoff achou que os torpedos foram disparados por submarinos, assim deixou a formação e começou a navegar em zigue-zague com o objetivo de esquivar de outros ataques. Ele disparou várias vezes contra aquilo que achou que eram periscópios.
Os torpedos acertaram o Szent István na sala das caldeiras. A sala traseira inundou e fez com que o navio adernasse dez graus a estibordo. Contra-inundações reduziram a inclinação para sete graus. O couraçado tentou navegar para a Baía de Brgulje, porém parou completamente a fim de dar potência adicional para as bombas d'água, que podiam bombear seis mil toneladas por hora. A água continuou a vazar para a sala de caldeira dianteira e acabou encharcando quase todas as caldeiras. Isto acabou com a potência das bombas e deixou eletricidade apenas para a luzes. As torres de artilharia foram viradas para bombordo a fim de tentar criar um contrapeso. O Tegetthoff voltou às 4h45min e tentou rebocar, sem sucesso, o Szent István. A embarcação emborcou e afundou perto de Premuda às 6h12min, levando consigo 89 mortos. Este baixo número pode ser parcialmente atribuído à lentidão do naufrágio e o fato de que todos os marinheiros austro-húngaros aprendiam a nadar antes de entrarem em serviço. Heinrich Seitz, o capitão do couraçado, estava preparado para afundar junto com seu navio, porém foi salvo depois de ser jogado para fora da ponte quando o Szent István emborcou.
Horthy, temendo mais ataques de lanchas ou contratorpedeiros italianos, além da chegada de possíveis couraçados Aliados, achou que o elemento surpresa tinha sido perdido e cancelou o ataque. Na verdade, as lanchas italianas estavam em uma patrulha de rotina e o plano austro-húngaro não tinha sido frustrado. Os italianos só descobriram que os austro-húngaros tinham deixado Pola mais tarde no mesmo dia, quando fotos de reconhecimento aéreo da base revelaram que eles não estavam mais lá.
Depois da guerra, a lancha MAS-15 foi instalada no Monumento a Vítor Emanuel II em Roma, como parte do Museu Central do Risorgimento, por seu papel no naufrágio do Szent István. O aniversário do afundamento, 10 de junho, é desde então celebrado pela Marinha Real Italiana e sua sucessora, a Marinha Militar, como o dia oficial da marinha. Os destroços do Szent István foram localizados pela Marinha Iugoslava na década de 1970. Ele está de cabeça para baixo a uma profundidade de 66 metros. Sua proa quebrou quando o couraçado bateu no fundo do mar, estando ao lado do resto do casco incrustado. Os dois buracos dos torpedos estão visíveis na lateral, assim como outro buraco que pode ter sido de um dos torpedos disparados pelo MAS-21 contra o Tegetthoff. O local dos destroços está sob proteção do Ministério da Cultura da Croácia.